# Sobór Narodzenia Pańskiego w Rydze
Sobór Narodzenia Pańskiego (łot. Rīgas Kristus Piedzimšanas pareizticīgo katedrāle) – katedra Łotewskiej Cerkwi Prawosławnej (i eparchii ryskiej) znajdująca się w Rydze, stolicy Łotwy.

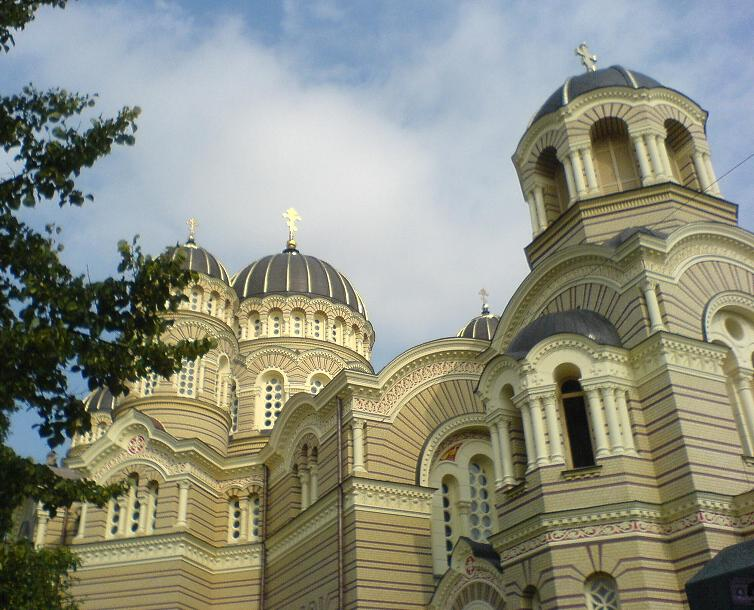

Katedra została zbudowana w latach 1876–1883 według projektu Nikołaja Czagina w stylu neobizantyjskim. Katedra ma 40 m wysokości.
Powstała z inicjatywy generalnego gubernatora Piotra Bagrationa oraz biskupa Weniamina, a fundusze na budowę przeznaczył car Imperium Rosyjskiego Aleksander II. Podczas I wojny światowej wojska niemieckie przemianowały katedrę na zbór luterański.
W międzywojennej Łotwie w 1921 katedra Narodzenia Pańskiego ponownie wróciła do swojego pierwotnego wyznania. Jedynym problemem były próby wprowadzenia przez władze państwowe języka łotewskiego do liturgii, co się jednak nie udało. W latach 60. XX w. władze Związku Radzieckiego nakazały zamknąć katedrę, w której urządzono planetarium. Świątynia została ponownie otwarta w 1991 po uzyskaniu niezależności Łotwy od ZSRR. Katedra jest obecnie największą cerkwią prawosławną znajdującą się w krajach bałtyckich.

## Galeria

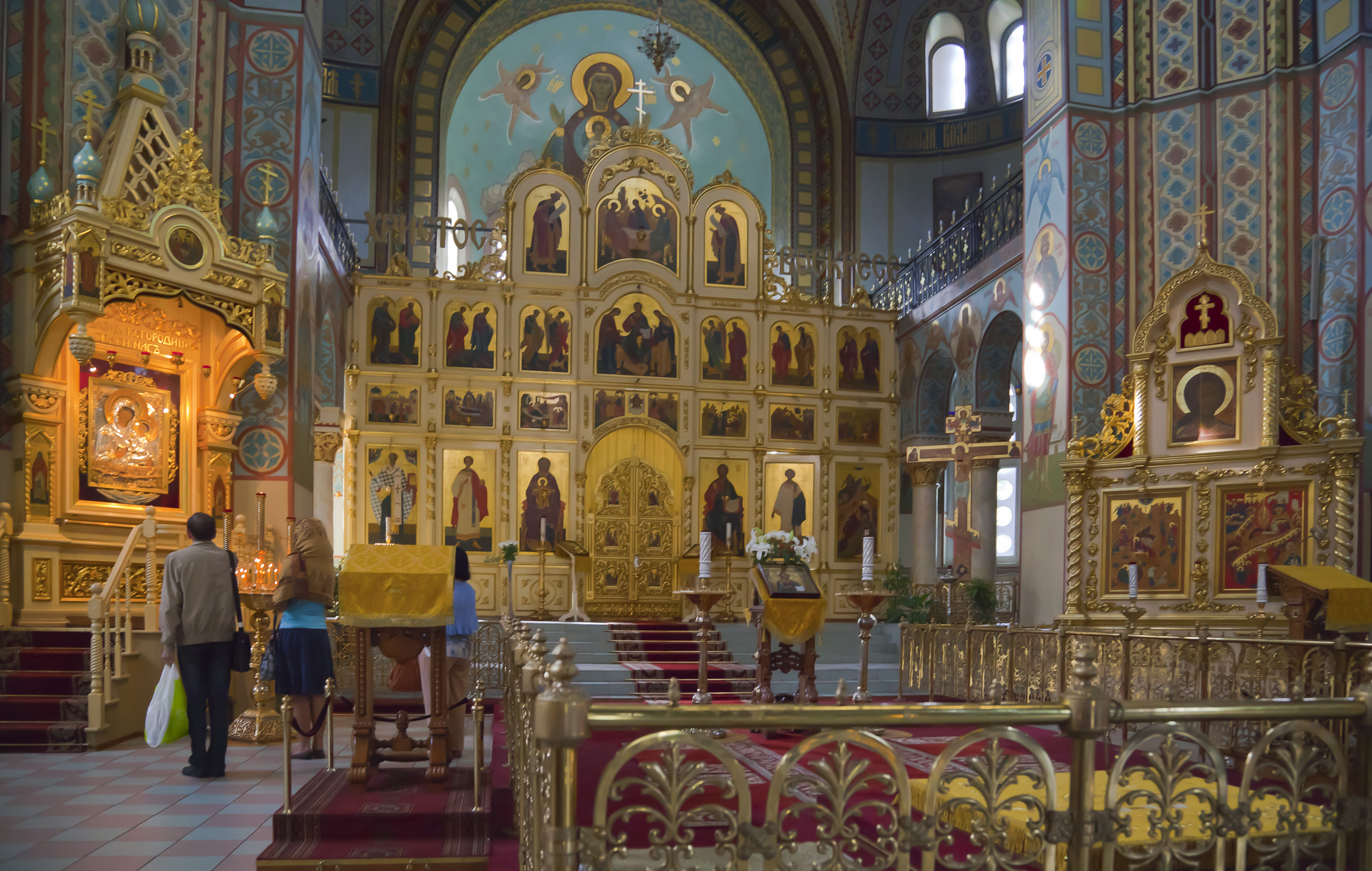
Ikonostas
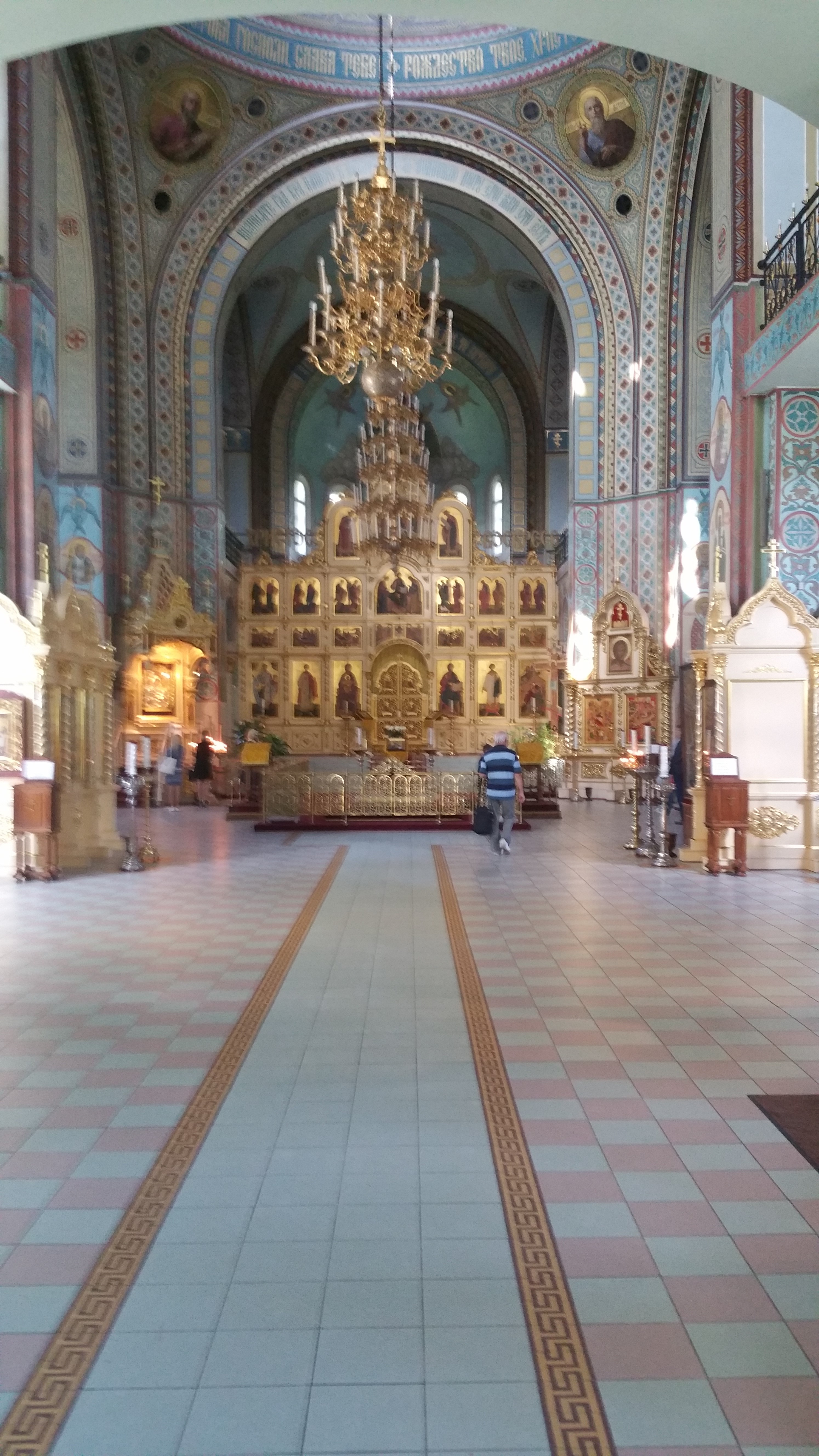
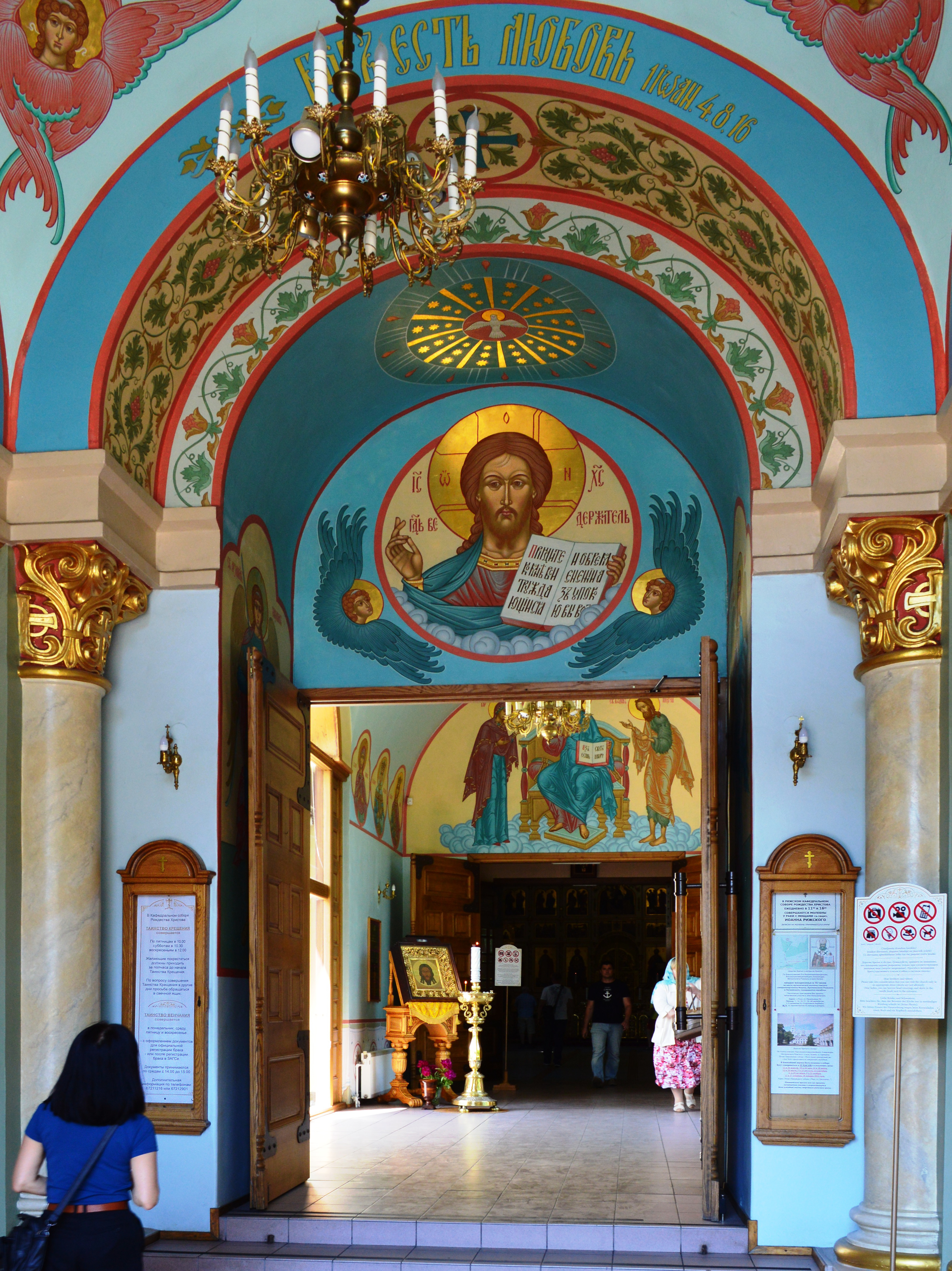
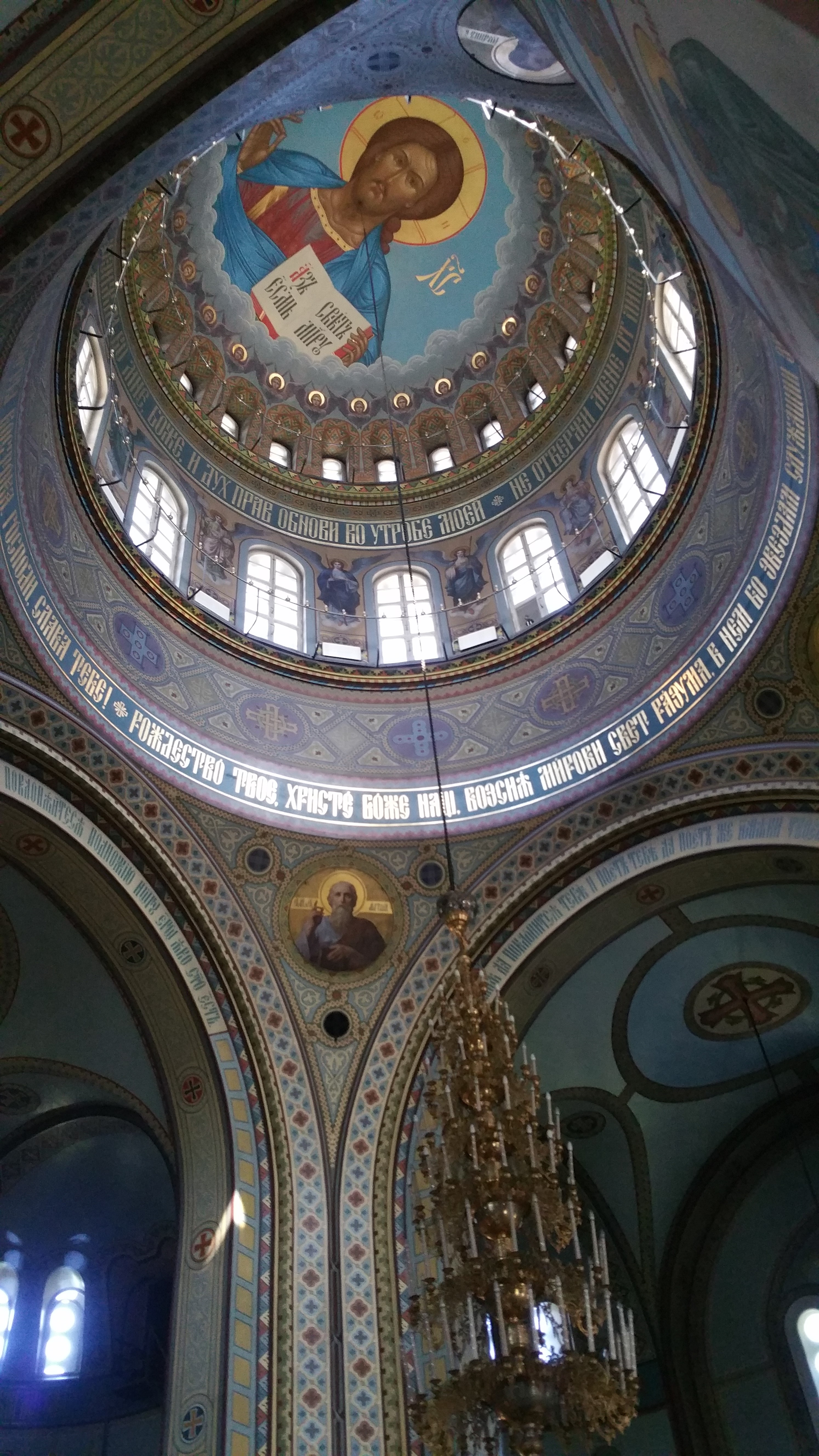